# Franz Glaubacker
Franz Glaubacker (* 20. Juni 1896 in Sarajewo; † 1974 in Linz) war ein oberösterreichischer Porträtmaler und zählt zu den Vertretern des Spätimpressionismus.

## Leben und Wirken
Glaubacker wurde als Sohn eines österreichischen Bahnbeamten geboren und verbrachte seine Kindheit auf Grund der Versetzung seines Vaters nach Linz in der oberösterreichischen Landeshauptstadt, wo er Volks- und Bürgerschule sowie Modelltischlerausbildung absolvierte.
1911 wurde er Vergolder-Lehrling bei seinem Onkel in Regensburg, wurde 1915 zum Kriegsdienst beim Linzer Hausregiment eingezogen und kehrte von der russischen Front 1916 schwer verwundet als Kriegsinvalide zurück.
Bis 1919 arbeitete er als Fassmaler-Gehilfe wieder in der Vergolderei in Regensburg und da er sich zum Maler berufen fühlte, absolvierte er erfolgreich die Akademie der bildenden Künste München bei Carl Johann Becker-Gundahl.
Kunstfahrten, die sein Studium abrundeten, führten ihn durch Deutschland, Holland und Italien. Ab 1925 war er als freischaffender Künstler in Linz tätig, porträtierte eine Reihe von Persönlichkeiten und zahlreiche, meist Linzer Privatpersonen, machte sich als Dokumentator der Altlinzer Szene einen guten Namen und arbeitete beim Oberösterreichischen Kunstverein sowie ab Mitte der 1950er-Jahre als Gründungsmitglied bei der Mühlviertler Künstlergilde mit. Er beteiligte sich mehr als dreißig Jahre lang an den jeweiligen Ausstellungen. Er war eine der originellsten Erscheinungen der Linzer Kunstszene seit der Zwischenkriegszeit.
Glaubacker trat zum 1. Mai 1938 der NSDAP bei (Mitgliedsnummer 6.299.877). Bekannt und hundertfach reproduziert wurde sein Bild Hitler am Balkon des Linzer Rathauses.
1997 zeigte die Mühlviertler Künstlergilde in ihrer Galerie im Landeskulturzentrum Ursulinenhof eine Gedächtnisausstellung, zu der auch ein von seinem Sohn Herbert erstellter dokumentarisch strukturierter Katalog erschienen ist. Anlässlich von Linz 09 (Linz als Kulturhauptstadt des Führers, Kunst und Nationalsozialismus in Linz und Oberösterreich) wurden in der Ausstellung im Schlossmuseum auch Arbeiten von Franz Glaubacker gezeigt.

## Ehrungen
- Nach ihm wurde 1977 im Linzer Bezirk St. Magdalena die Glaubackerstraße benannt.[10]

## Publikationen
- Erinnerungen an Franz von Zülow. In: Mühlviertler Heimatblätter. Jahrgang 4, Heft 1/2, Linz 1964, S. 3–4 (ooegeschichte.at [PDF]).